# Rosettenabtastung

Funktionsprinzip der Rosettenabtastung. Kann durch Achterbewegung des Raketensuchkopfes optimiert werden.

Als Rosettenabtastung wird ein spezielles Zielsuchverfahren von Radar-Leitsystemen und optischen Suchköpfen für die Verfolgung von Raketen und anderen Zielobjekten bezeichnet. Das Ziel ist die Gewinnung eines zweidimensionalen Bildes aus einer rotierenden eindimensionalen Abtastung.
Hierbei bewegt sich ein schmales Antennendiagramm (bei optischen Systemen die Kamera) schnell in Form von progressiv drehenden Achten, die von Abtastung zu Abtastung leicht gegeneinander gekippt sind, um das Ziel abzubilden. Die Methode wird sowohl in Suchköpfen als auch für bodengebundene Leitsysteme eingesetzt. Bei Raketensuchköpfen wird das Kippen der Achten durch Auf- und Abbewegung der Radarantenne bei gleichzeitiger Rotation des Raketenkörpers während des Fluges erreicht. Bodengebundene Leitsysteme nutzen kippende und schwingende Radarantennen.
Das Verfahren wird auch von Infrarot-Suchköpfen verwendet, um die Wirksamkeit feindlicher Gegenmaßnahmen (Flares) zu verringern.
Bei optischen Systemen, die bereits ein zweidimensionales Bild erzeugen, dient es der Verbesserung der Auflösung.